# Myx Music Awards
I Myx Music Awards sono dei premi musicali filippini che si svolgono annualmente dal 2006. L'artista che ha vinto il maggior numero premi è Sarah Geronimo (13 premi).

## Categorie
- Favorite Music Video
- Favorite Song
- Favorite Artist
- Favorite Rock Video
- Favorite Urban Video
- Favorite Mellow Video
- Favorite Remake
- Favorite Male Artist
- Favorite Female Artist
- Favorite Group
- Favorite Indie Artist
- Favorite Media Soundtrack
- Favorite New Artist
- Favorite Collaboration
- Favorite Myx Live Performance
- Favorite Myx Bandarito Performance
- Favorite Myx Celebrity Vj
- Favorite Guest Appearance in a Music Video
- Favorite International Music Video
- Favorite K-Pop Video
- Myx Magna Award

## Record
| Artista            | Premi vinti |
| ------------------ | ----------- |
| Sarah Geronimo     | 13          |
| SpongeCole         | 9           |
| Christian Bautista | 9           |
| Erik Santos        | 6           |
| Sandwich           | 5           |
| Rochelle Ann Go    | 5           |
| Yeng Constantino   | 5           |
| Glo9               | 4           |